# Ed Clancy
Edward ("Ed") Clancy (Manchester, 12 maart 1985) is een Brits voormalig wielrenner, die zowel op de weg als op de baan actief was.

## Biografie
Clancy verdedigde de kleuren van zijn land al reeds op drie Olympische Spelen. Dit zowel in Peking 2008, Londen 2012 en Rio de Janeiro 2016. Op elk van deze spelen behaalde hij medailles.
In 2008 behaalde hij aan de zijde van Paul Manning, Geraint Thomas en Bradley Wiggins de olympische titel in de Ploegenachtervolging, dit door het Deense en Nieuw-Zeelandse viertal ver achter zich te laten. Vier jaar later deed hij dit nog eens over. Ditmaal aan de zijde van Geraint Thomas, Steven Burke en Peter Kennaugh. In de finale vestigde lieten ze het Australische viertal Jack Bobridge, Glenn O'Shea, Rohan Dennis en Michael Hepburn achter zich, met een nieuw wereldrecord (3:51.659). Dat jaar nam Clancy ook deel aan het Omnium. Hij won er de onderdelen vliegende ronde en tijdrit, wat hem een derde plek in de eindstand opleverde. Hij strandde op drie punten van goud (de Deen Lasse Norman Hansen), en op één punt van het zilver (Bryan Coquard uit Frankrijk). Zelf liet hij wel de Duitser Roger Kluge achter zich, met drie punten verschil. Nog eens vier jaar later werd hij voor de derde maal op rij olympisch kampioen in de ploegenachtervolging. Ditmaal aan de zijde van Steven Burke, Owain Doull en Bradley Wiggins. In de finale versloegen ze andermaal Australië, dit leverde andermaal een nieuw wereldrecord op (3:50.265).
Naast olympische successen behaalde Edward Clancy ook verschillende successen op Wereldkampioenschappen. Zo werd hij driemaal wereldkampioen ploegenachtervolging, en één maal wereldkampioen omnium. Er staan ook vijf Europese titels op zijn palmares, net als verschillende overwinningen in wereldbekers. 
Op de weg was Clancy minder actief. In 2005 en 2006 reed hij voor het Duitse Team Sparkasse, waar hij ploegmaat was van onder andere Mark Cavendish. In 2007 en 2008 rijdt Clancy voor de professionele continentale ploeg Landbouwkrediet - Colnago. Sinds 2011 komt hij uit voor het Britse continentale JLT Condor. In 2011 won hij zijn eerste UCI-zege, de vijfde etappe in de Ronde van Korea. Begin 2018 won hij de proloog in de Herald Sun Tour. 

### Wereldrecords
Clancy vestigde meermaals een wereldrecord, dit als lid van de ploegenachtervolging.
| Tijd     | Datum      | Event   | Velodroom                  |
| -------- | ---------- | ------- | -------------------------- |
| 3:56.322 | 27-03-2008 | WK 2008 | Manchester Velodrome       |
| 3:55.202 | 17-08-2008 | OS 2008 | Laoshan Velodrome          |
| 3:53.314 | 18-08-2008 | OS 2008 | Laoshan Velodrome          |
| 3:53.295 | 04-04-2012 | WK 2012 | Hisense Arena              |
| 3:52.499 | 02-08-2012 | OS 2012 | London Velopark            |
| 3:51.659 | 03-08-2012 | OS 2012 | London Velopark            |
| 3:50.570 | 12-08-2016 | OS 2016 | Velódromo Municipal do Rio |
| 3:50.265 | 13-08-2016 | OS 2016 | Velódromo Municipal do Rio |

## Palmares

### Wegwielrennen
2011 - 1 zege
- 5e etappe Ronde van Korea

2018 - 1 zege
- Proloog Herald Sun Tour

### Baanwielrennen
| Jaar       | BK                                      | EK                             | WK                            | Overig |
| Als junior | Als junior                              | Als junior                     | Als junior                    | Als junior |
| ---------- | --------------------------------------- | ------------------------------ | ----------------------------- | --- |
| 2003       | achtervolging puntenkoers               |                                |                               | |
| Als elite  |                                         |                                |                               | |
| 2004       | ploegkoers                              |                                |                               | |
| 2005       | ploegenachtervolging                    |                                |                               | |
| 2006       | ploegenachtervolging                    |                                |                               | WB Moskou: ploegenachtervolging                                                                                        |
| 2007       | ploegenachtervolging · achtervolging km |                                | ploegenachtervolging          | WB Manchester: ploegenachtervolging WB Sydney: ploegenachtervolging WB Peking: ploegenachtervolging                    |
| 2008       |                                         |                                | ploegenachtervolging          | Olympische spelen: · ploegenachtervolging · WB Kopenhagen: ploegenachtervolging · WB Manchester (ploegen)achtervolging |
| 2009       | km                                      |                                |                               | WB Kopenhagen: ploegenachtervolging WB Manchester ploegenachtervolging                                                 |
| 2010       |                                         | ploegenachtervolging           | omnium · ploegenachtervolging | WB Cali: omnium |
| 2011       |                                         | omnium ploegenachtervolging    | ploegenachtervolging          | WB Manchester: ploeganachtervolging                                                                                    |
| 2012       | ploegenachtervolging · km               |                                | ploegenachtervolging          | Olympische spelen: · ploegenachtervolging · omnium                                                                     |
| 2013       | achtervolging puntenkoers · km scratch  | ploegenachtervolging           | ploegenachtervolging          | Manchester: scratch WB Manchester: ploegenachtervolging                                                                |
| 2014       |                                         | ploegenachtervolging · scratch |                               | Commonwealth Games: · ploegenachtervolging                                                                             |
| 2015       |                                         |                                | ploegenachtervolging          | Manchester: scratch Fiorenzuola: scratch                                                                               |
| 2016       |                                         |                                | ploegenachtervolging          | Olympische spelen: · ploegenachtervolging · Manchester: puntenkoers · Londen: scratch                                  |
| 2017       |                                         |                                |                               | WB Manchester: ploegenachtervolging                                                                                    |
| 2018       |                                         |                                |                               | |
| 2019       |                                         | ploegenachtervolging           |                               | |

## Ploegen
- 2005 –  Team Sparkasse
- 2006 –  Team Sparkasse
- 2007 –  Landbouwkrediet-Tönissteiner
- 2008 –  Landbouwkrediet-Tönissteiner
- 2009 –  Team Halfords
- 2010 –  Motorpoint-Marshalls Pasta
- 2011 –  Rapha Condor-Sharp
- 2012 –  Rapha Condor
- 2013 –  Rapha Condor JLT
- 2014 –  Rapha Condor JLT
- 2015 –  JLT Condor
- 2016 –  JLT Condor
- 2017 –  JLT Condor
- 2018 –  JLT Condor

1908: Jones, Kingsbury, Meredith, Payne ·
1920: Magnani, Carli, Ferrario, Giorgetti ·
1924: De Martini, Dinale, Menegazzi, Zucchetti ·
1928: Facciani, Gaioni, Lusiani, Tasselli ·
1932: Pedretti, Borsari, Cimatti, Ghilardi ·
1936: Nizerhy, Charpentier, Goujon, Lapébie ·
1948: Decanali, Adam, Blusson, Coste ·
1952: Morettini, Campana, de Rossi, Messina ·
1956: Gasparella, Domenicali, Faggin, Gandini ·
1960: Vigna, Arienti, Testa, Vallotto ·
1964: Streng, Claesges, Henrichs, Link ·
1968: Lyngemark, Olsen, Asmussen, Jensen ·
1972: Schumacher, Colombo, Haritz, Hempel ·
1976: Vonhof, Braun, Lutz, Schumacher ·
1980: Manakov, Movtsjan, Ossokin, Petrakov ·
1984: Grenda, Turtur, Nichols, Woods ·
1988: Jekimov, Kasputis, Neljoebin, Oemaras ·
1992: Fulst, Glöckner, Lehmann, Steinweg ·
1996: Capelle, Ermenault, Monin, Moreau ·
2000: Fulst, Bartko, Becke, Lehmann ·
2004: Brown, McGee, Lancaster, Roberts ·
2008: Clancy, Manning, Thomas, Wiggins · 
2012: Burke, Clancy, Kennaugh, Thomas · 
2016: Burke, Clancy, Doull, Wiggins · 
2020: Consonni, Ganna, Lamon, Milan · 
2024:  Bleddyn, Welsford, Leahy, O'Brien
Amorison · A. Capelle · Criquielion · Cummings · De Waele · De Wilde · Habeaux · Kleynen · Lebeau · Manning · Meirhaeghe · Neirynck · Renders · Sijmens · Simon · Van Loocke · Vanlandschoot · D. Verheyen · Verstrepen · Clancy (stagiair) · Clauwaert (stagiair) · Maene (stagiair)
Amorison · Boucher · A. Capelle · Clancy · De Waele · De Wilde · Gabriel · Kleynen · Kuyckx · Lebeau · Manning · Meirhaeghe · Neirynck · Peeters · Scheirlinckx · Sijmens · Van Mechelen · Vanlandschoot · D. Verheyen · Bellemakers (stagiair) · Delfosse (stagiair) · Maene (stagiair)
Amorison · Bellemakers · Boucher · A. Capelle · Clancy · De Waele · Delfosse · Gourgue · Kleynen · Kuyckx · Manning · Meirhaeghe · Neirynck · Nys · Peeters · Scheirlinckx · Sijmens · Stannard · Steels · Van Mechelen · Cappelle (stagiair) · Coomans (stagiair) · Hanseeuw (stagiair)
Atkins · Briggs · Clancy · Downing · Dunne · Frame · Grivell-Mellor · Lapier · Laverack · Lawless · McCarthy · Moses · Mould · Slater · Williams · Hennessy (stagiair)
Bibby · Bradbury · Briggs · Burton · Clancy · Gibson · Gullen · Laverack · McCarthy · Moses · Mould · Slater · Stewart · Wood